# مرسيدس بنز الجزائر
مرسيدس بنز الجزائر المحدودة، هي مشروع مشترك بين الشركة الألمانية دايملر وصناع السيارات الجزائري (EDIV) التي تأسست في عام 2012، مقرها في تيارت والرويبة وقسنطينة في الجزائر.

## التاريخ
دخلت ديملر السوق الجزائري وأنشأت شركة مرسيدس بنز الجزائر المحدودة في عام 2014. وقد تم إنشاء المشروع في يوليو 2012 المؤلف من ثلاثة مساهمين رئيسيين، وهي شركة التطوير في صناعة السيارات (EDIV) التابعة لوزارة الدفاع الوطني (34٪)، و الشركة الوطنية للسيارات الصناعية (SNVI) (17٪). ويمثل المساهم الثاني صندوق الاستثمار الإماراتي «أبار» (49٪). وتعتبر المجموعة الألمانية دايملر الشريك التكنولوجي.

## مرافق تصنيع العلامة التجارية
المصنع الرئيسي لمرسيدس في الجزائر هو في رويبة بالقرب من الجزائر حيث يتم تصنيع الشاحنات الثقيلة والحافلات، ونماذج من هذا القبيل
- زتروس 1833 (4x4) - 4,000 to 6,000 كجم حمولة
- زتروس 2733 (6x6) - 7,000 to 10,000 كجم حمولة
- أكتروس
- أتيجو[3]
- أكسور
- يونيماج[4]

### مرافق رئيسية أخرى في جميع أنحاء الجزائر
- تيارت (سبرينتر، مصنع الفئة جي)
- قسنطينة EMO (مصنع المحركات لجميع النماذج)

## النماذج

### التجميع
- مرسيدس-بنز الفئة جي 4x4 و 6x6[7]
- مرسيدس بنز سبرينتر
- مرسيدس بنز زتروس
- مرسيدس بنز أكتروس